# Lijst van Belgische ministers van Consumenten
Dit is een lijst van ministers van Consumenten in de Belgische federale regering. 

## Lijst
| Minister | Minister                     | Partij | Partij   | Begin            | Einde            | Regering(en)                | Bevoegdheid                                  |
| -------- | ---------------------------- | ------ | -------- | ---------------- | ---------------- | --------------------------- | -------------------------------------------- |
|          | Magda Aelvoet (1944)         |        | Agalev   | 12 juli 1999     | 28 augustus 2002 | Verhofstadt I               | Minister van Consumentenzaken                |
|          | Jef Tavernier (1951)         |        | Agalev   | 28 augustus 2002 | 12 juli 2003     | Verhofstadt I               | Minister van Consumentenzaken                |
|          | Freya Van den Bossche (1975) |        | Sp.a     | 12 juli 2003     | 21 december 2007 | Verhofstadt II              | Minister van Consumentenzaken                |
|          | Johan Vande Lanotte (1955)   |        | Sp.a     | 6 december 2011  | 11 oktober 2014  | Di Rupo                     | Minister van Consumenten                     |
|          | Kris Peeters (1962)          |        | CD&V     | 11 oktober 2014  | 2 juli 2019      | Michel I en II              | Minister van Consumenten                     |
|          | Wouter Beke (1974)           |        | CD&V     | 2 juli 2019      | 2 oktober 2019   | Michel II                   | Minister van Consumenten                     |
|          | Nathalie Muylle (1969)       |        | CD&V     | 2 oktober 2019   | 1 oktober 2020   | Michel II en Wilmès I en II | Minister van Consumenten                     |
|          | Eva De Bleeker (1974)        |        | Open Vld | 1 oktober 2020   | 18 november 2022 | De Croo                     | Staatssecretaris voor Consumentenbescherming |
|          | Alexia Bertrand (1979)       |        | Open Vld | 18 november 2022 | 3 februari 2025  | De Croo                     | Staatssecretaris voor Consumentenbescherming |
|          | Rob Beenders (1979)          |        | Vooruit  | 3 februari 2025  | heden            | De Wever                    | Minister van Consumentenbescherming          |